# Leptogorgia rubroflavescens
Leptogorgia rubroflavescens is een zachte koraalsoort uit de familie Gorgoniidae. De koraalsoort komt uit het geslacht Leptogorgia. Leptogorgia rubroflavescens werd in 1939 voor het eerst wetenschappelijk beschreven door Stiasny. 